# Bad Einsiedel
Bad Einsiedel ist eine kleine, zur sächsischen Gemeinde Kurort Seiffen/Erzgeb. gehörige Ansiedlung.

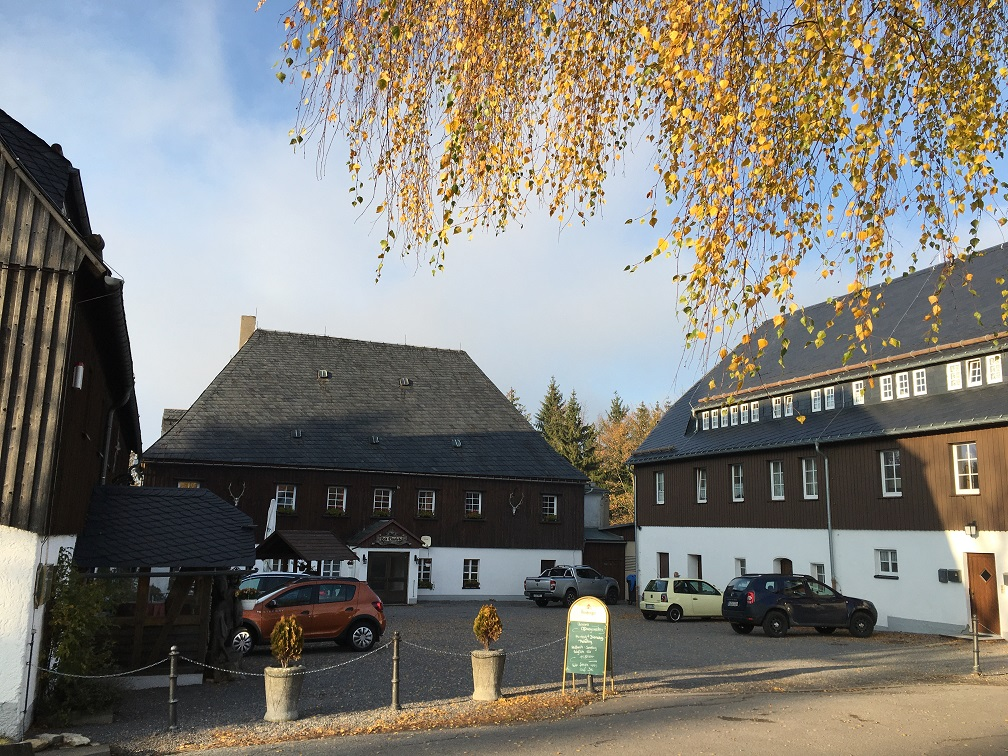
Bad Einsiedel im Herbst 2020

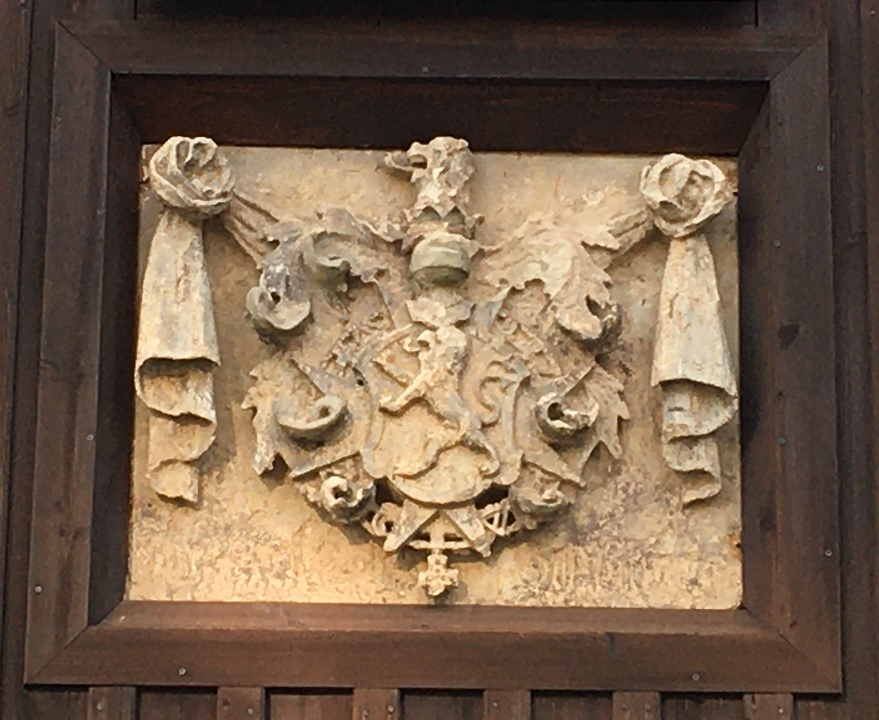
Wappen der Herren vom Schönberg am Ghs. Bad Einsiedel, 2020

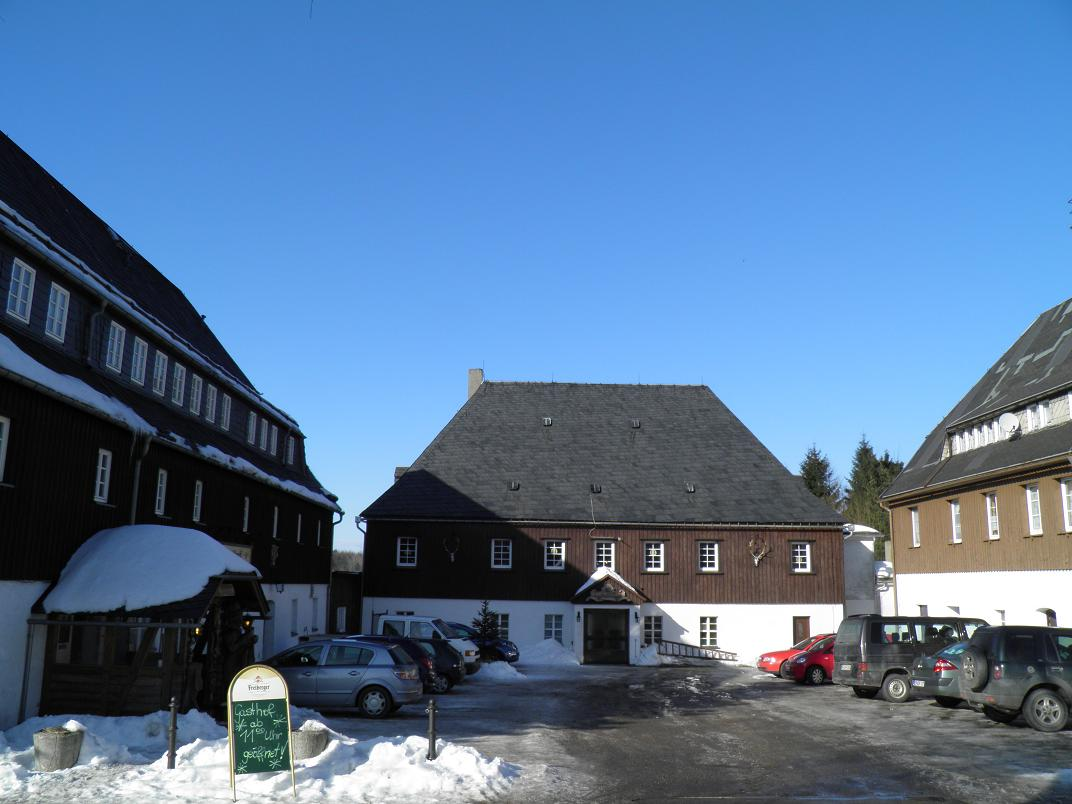
Dreiseithof aus dem 18. Jh., Zustand 2015

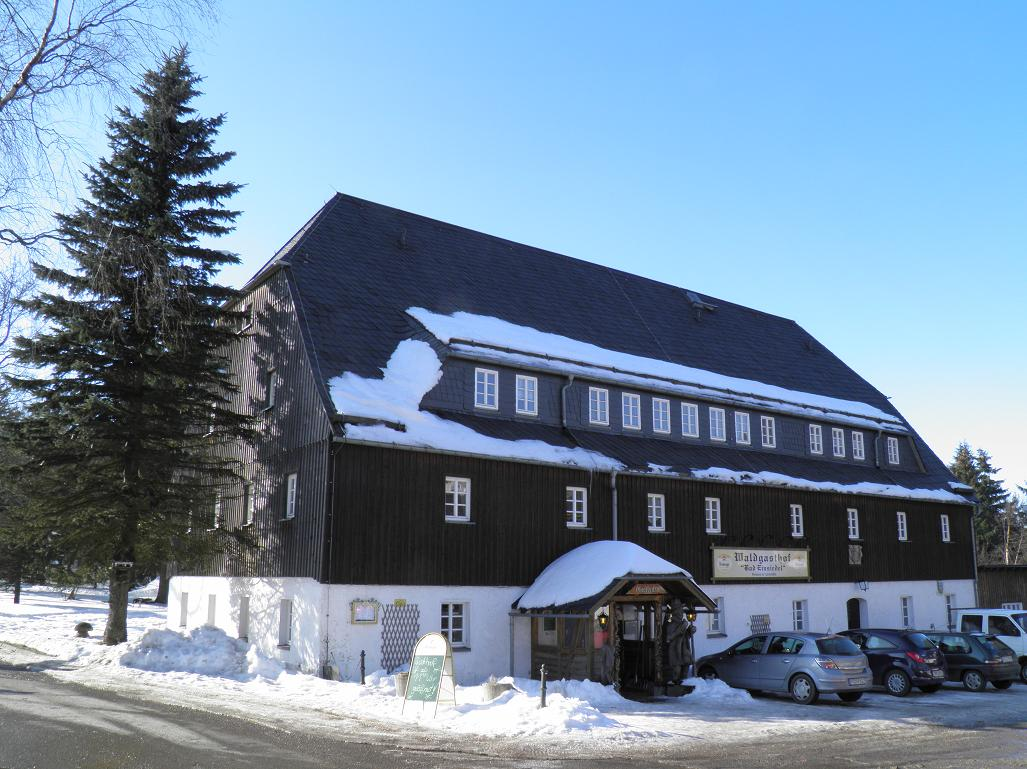
Waldgasthof mit Pension, Zustand 2015

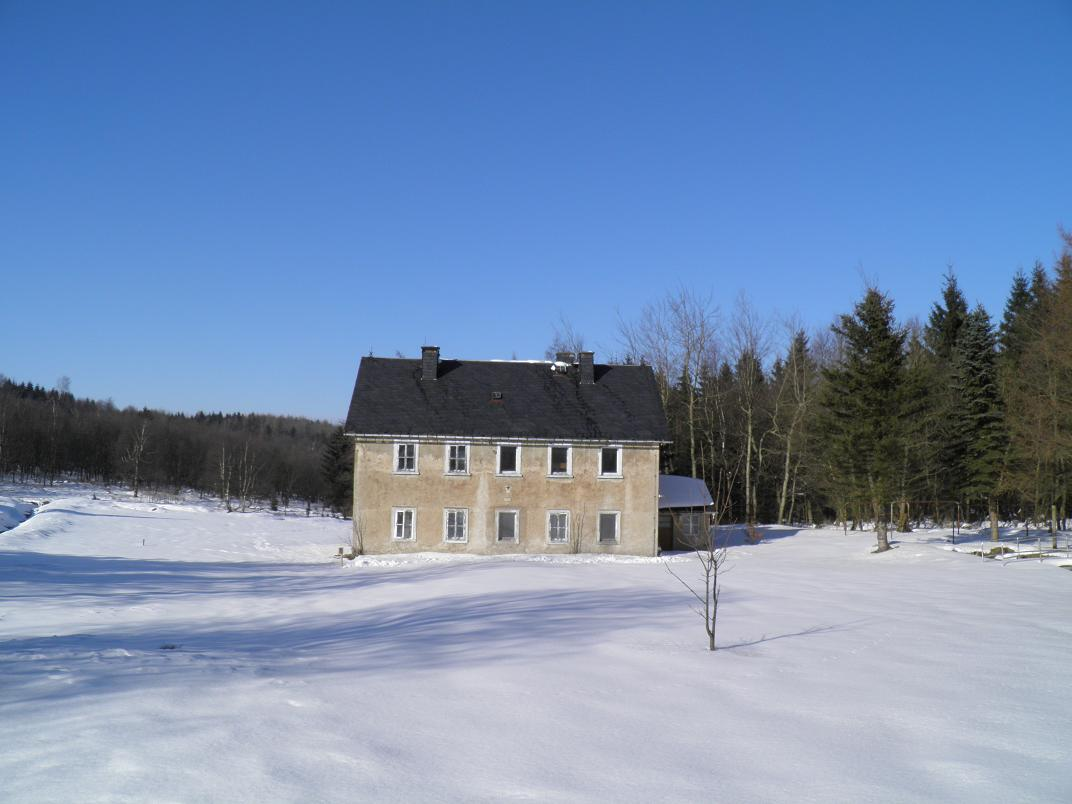
Badehaus aus dem 19. Jahrhundert, Zustand 2015

## Geografie
Bad Einsiedel liegt etwa 2,5 Kilometer östlich von Seiffen im Erzgebirge. Die Ansiedlung ist vollständig vom so genannten Einsiedler Wald umgeben.
Über eine Kommunalstraße besteht Anschluss an den Seiffener Ortsteil Heidelberg sowie die querende Staatsstraße 207 Eppendorf–Deutscheinsiedel, welche hier dem Verlauf eines historischen Erzgebirgspasses folgt. Die Passhöhe des Deutscheinsiedler Sattels mit 720 m ü. NN liegt etwa 600 Meter südlich von Bad Einsiedel.

## Geschichte

### Klosterhof der Zisterzienser
Die Erstbesiedelung des Ortes erfolgte um 1209 im Rahmen der Kolonisation der Kammregion des Erzgebirges durch Zisterzienser des Klosters Ossegg.
Ausschlaggebend dafür war das Erste Berggeschrey im Raum Freiberg, mit dem in der Folge die Landnahme für den jeweiligen Herrschaftsbereich und damit die Sicherung der dortigen Bodenschätze einherging.
Die seinerzeit einzig gangbare Verbindung in diese Region war ein Weg über Dux, Brüx und von dort einem Böhmischen Steig nordwärts folgend in die Region um die heutigen Orte Böhmisch-Einsiedel und Deutscheinsiedel. In einer im Hauptstaatsarchiv Dresden befindlichen Akte von 1560 wird dieses Gebiet folgendermaßen beschrieben:

„bei, […] den Brüdern – Do ethero eine Clauß und Capelle gestanden, Forder Arnsbergk bis an den Einsiedel, ein Dorf also genannt, Welches kegen Brüx gehorigk, Und ein Haus mit etlichen Feldern und Wiesen […] , do dannen bis an Dreier Herrn Reinung […]“

Dies belegt u. a., dass der Name Brüderwiese, wo seinerzeit ein zentraler Ausgangspunkt für die Besiedelung des Gebirgskamms entstand, nicht von dort im ausgehenden 17. Jahrhundert angesiedelten Exulanten herrührt, sondern auf die Anwesenheit von Zisterziensern in diesem Gebiet zurückgeht.
Bei dem genannten „Haus mit etlichen Feldern und Wiesen“ kann es sich nur um das Gelände von Bad Einsiedel handeln. Die gegenwärtigen Gebäude sind zwischen 1723 und 1753 errichtet worden. Die Grundflächen dieser drei Gebäude entsprechen in ihren Maßen denen eines archäologisch untersuchten Klosterhofes (Grangie) des Klosters Ossegg an anderer Stelle. Es kann angenommen werden, dass die heutigen Gebäude auf den Grundmauern der früheren Grangie errichtet wurden.
Die Größe der Anlage lässt den Schluss auf einen bedeutenden Klosterhof zu. Auf einer von Karte von 1694, die sich ebenfalls im HStA in Dresden befindet, wird das betreffende Gelände als „Des Meister Heyde“ bezeichnet. Heyde steht für gerodetes Land, als Meister oder Magister bezeichneten die Zisterzienser Konversen, die bspw. mit der Leitung eines Klosterhofes betraut waren.

### Heilquellen und Kurbad
Die vier eisen- und kieselsäurehaltigen Quellen des Frauenbaches wurden um 1550 nachweislich entdeckt und bald darauf in einer Schrift von Leonhard Thurneysser beschrieben.
Doch hatte auch Wasser für die Zisterzienser symbolische Bedeutung. Wahrscheinlich wussten diese um die heilende Wirkung des Quellwassers und nutzten dieses möglicherweise. Auch könnten gerade die Quellen ausschlaggebend für die Anlage einer Grangie an diesem Ort gewesen sein.
Thurneysser schrieb den Quellen eine Heilwirkung bei Geschwüren, Melancholie und offenen Wunden zu. Eine kontinuierliche Nutzung der Quellen hat aber wahrscheinlich bis zum 18. Jahrhundert nicht stattgefunden, denn erst 1723 wurde ein erstes Badehaus mit Badestuben errichtet. Die auf Schloss Purschenstein sitzende Familie von Schönberg ließ 1753 ein Haupthaus zur Unterbringung von Dauergästen errichten. Im 19. Jahrhundert entwickelte sich Bad Einsiedel zu einem Kurplatz finanzkräftiger Gäste, die hier diverse Hautkrankheiten und Rheuma kurierten. In dieser Zeit entstanden auch Liegewiesen, Pavillons, Wintergärten sowie ein Schießstand und eine Kegelbahn. 1840 umfasste das Badehaus 9 Zimmer mit 12 Wannen. Eine 1846 durchgeführte Wasseranalyse bestätigte die Heilwirkung der Frauenbachquellen. 1881 war die kleine Ansiedlung das höchstgelegene Kur- und Mineralbad Sachsens. 1937 wurde der Kurbetrieb mangels Nachfrage eingestellt.
Bad Einsiedel etablierte sich in der Folgezeit zunehmend als Luftkur- und Wintersportort. Zu DDR-Zeiten wurden die Gebäude als Erholungsheim vom FDGB und für Wohnzwecke genutzt. Nachdem die Anlagen zwischen 1992 und 1995 als Aussiedlerheim dienten, werden sie gegenwärtig als Waldgaststätte mit Pension und Wohnhaus sowie einen Pferdekutschfahrbetrieb genutzt.
2017 wurde die Heilquelle des Frauenbaches wiedergefunden und für eine erneute Nutzung untersucht.

## Weiteres
Neben den Heilquellen erlangte auch der Bergbau kurzzeitig Bedeutung. Um 1700 wurde nahe Bad Einsiedel ein Amethystvorkommen entdeckt und durch verschiedene Gruben erschlossen. Aus „Purschensteiner Amethyst“ gefertigte Schalen sind heute Bestandteil der Sammlungen des Grünen Gewölbes Dresden. Der Bergbau hielt sich aber nur wenige Jahrzehnte, denn Johann Friedrich Wilhelm von Charpentier spricht 1778 bereits von ehemals gangbaren Gruben. Nördlich von Bad Einsiedel befand sich auch ein Serpentinitvorkommen.
Früher soll sich bei Bad Einsiedel auch eine Pferdewechsel- und Raststation befunden haben.

## Persönlichkeiten
- Johannes Lohs (1889–1918), Marineoffizier und U-Boot-Kommandant im Ersten Weltkrieg